# 16625 Kunitsugu
16625 Kunitsugu este un asteroid din centura principală de asteroizi.

## Descriere
16625 Kunitsugu este un asteroid din centura principală de asteroizi. A fost descoperit pe 20 aprilie 1993 la Kitami de Kin Endate și Kazuro Watanabe. Asteroidul prezintă o orbită caracterizată de o semiaxă mare de 2,15 ua, o excentricitate de 0,08 și o înclinație de 3,1° în raport cu ecliptica.